# 안성 칠장사 부도군
안성 칠장사 부도군(安成 七長寺 浮屠群)은 경기도 안성시 죽산면 칠장리에 있는 고려시대의 부도군이다. 1986년 5월 22일 안성시의 향토유적 제27호로 지정되었다.

## 개요
칠장사부도군은 칠장사에서 약 500m 떨어진 칠장리 어구 오른쪽 산기슭에 모두 14기의 석조부도(石造浮屠)가 횡렬로 나란히 위치해 있다. 
산기슭을 정지하여 평평한 대지를 만들고 1∼2m의 간격으로 부도를 건립했는데, 형태는 모두 석종형(石鍾型)이다. 방형과 8각 혹은 원형으로 지대석을 조성하고 그 상면에 높고 낮은 괴임대 등을 조출하여 탑신을 떠받들고 있다. 어떤 부도에는 지대석 위에 별도의 대석을 마련하고 문양을 조식한 것도 있다. 
탑신에는 표면에 별다른 시문(施文)이 없고 상단부에는 보주(寶珠)를 장식했다. 보주의 처리는 석종형부도의 전형적인 형식으로서 탑신의 배흘림을 상단부에서 일단 끝맺고 보주를 조각했다. 부도에 따라서는 보륜을 모각하여 보주 그 자체를 장식한 것도 보이며, 또는 보주 하단(下端) 주연(周緣)에 연주(連珠)를 돌린 것도 있다. 
이 부도들은 조선후기에서 말기에 걸쳐 건립된 것들로 추정된다.

## 참고 자료
- 칠장사부도군 - 안성문화관광/시지정문화재